# Anthrax bezzianus
Anthrax bezzianus är en tvåvingeart som beskrevs av Paramonov 1935. Anthrax bezzianus ingår i släktet Anthrax och familjen svävflugor. Inga underarter finns listade i Catalogue of Life.